# Thuisbegeleiding
Thuisbegeleiding is een interventievorm in de hulpverlening waarbij de begeleiding binnen het gezin, in de thuissituatie zelf plaatsvindt.

## Centraal principe
Thuisbegeleiding kan bij diverse doelgroepen worden toegepast. Zo zijn er thuisbegeleidingsdiensten voor personen (en hun omgeving) met een auditieve, visuele of verstandelijke handicap en voor personen (en hun omgeving) met autisme. Ook in de bijzondere jeugdbijstand wordt thuisbegeleiding georganiseerd als ondersteuning voor gezinnen in problematische opvoedingssituaties.
Oorspronkelijk richtte thuisbegeleiding zich op de ondersteuning van ouders in de dagelijkse opvoeding van en omgang met hun kind, rekening houdend met de mogelijkheden en beperkingen, zowel van de cliënt als van zijn omgeving.
Tegenwoordig zijn de kerntaken van thuisbegeleiding de begeleiding van ouders en/of verwanten, ondersteuning van broers of zussen, begeleiding van de baby, het kind en de jongere, begeleiding van volwassenen en eventueel zorgconsulentschap.
Toegepast bij volwassenen, bijvoorbeeld met autisme, staat in de thuisbegeleiding de interactie tussen de partners of tussen de cliënt en zijn omgeving centraal.
De bedoeling is met de minst ingrijpende maatregel (subsidiariteitsbeginsel) terug te komen tot een zo harmonisch mogelijke leefsituatie. De participatie en betrokkenheid van de cliënt en zijn omgeving dragen bij tot de meerwaarde van thuisbegeleiding. Thuisbegeleiding kan in bepaalde gevallen de brug zijn tussen thuis wonen en begeleid wonen, op de weg naar zelfstandig wonen.

## Doelstellingen
Een thuisbegeleider stelt zich, afhankelijk van de situatie waarin het gezin of de volwassene (bij eenpersoonsbegeleiding) zich bevindt en de mogelijkheden van de gezinsleden, een aantal doelstellingen, waaronder:
- De cliënt helpen inzicht te verwerven in de mogelijkheden en beperkingen met betrekking tot de handicap
- De cliënt erkennen in hun pedagogische en emotionele vaardigheden, deze verder stimuleren en hen aanzetten tot het verwerven van de nodige vaardigheden, zodat zij de handicap binnen het gezin autonoom emotioneel kunnen verwerken
- De cliënt wegwijs maken in de hulpverlening en hen aanzetten tot kritisch gebruik van het hulpverleningsaanbod
- De cliënt bijstaan in de optimalisering van het leefmilieu, waarbij zowel samen gezocht wordt naar oplossingen om gedragsproblemen (slapen, eten, agressie, apathie) te verminderen of te elimineren, als naar manieren om de ontwikkeling (op sociaal, communicatief als spelvlak) van het gezin als geheel en van de gezinsleden afzonderlijk te stimuleren.

Thuisbegeleiding is sinds 2009 de nieuwe naam van de gespecialiseerde verzorging, zoals die al jaren vanuit de thuiszorg wordt geleverd. In samenwerking met jeugdzorg, GGZ of andere hulpverleners in een gezin ondersteunt de thuisbegeleider op praktische activerende en ondersteunende wijze in de thuissituatie bij cliënten met een psychiatrische of pedagogische problematiek, dan wel een combinatie hiervan. Op grond van de indicatie wordt op methodische wijze het doel, de werkwijze en de voortgang van de begeleiding na samenspraak met de cliënt bepaald. Bij de opvoedingsproblematiek kan "videohometraining" als methodiek worden ingezet.